# Брехливість
Брехливість — індивідуально-психологічна особливість поведінки, що виражається в свідомому спотворенню дійсного стану речей, прагненні створити неправильне враження про факти і події для досягнення особистих цілей.
Брехливість суперечить загальнолюдським вимогам, що випливають з потреб людей мати правильне уявлення про суспільство, в якому вони живуть, про вчинки оточуючих, що вони повинні оцінювати, про життєві обставини, в які вони потрапляють. Від брехні слід відрізняти спотворені уявлення, що є наслідком недорозвитку мислення, невміння розмежувати бажане і дійсне (у дітей — «уявна брехливість»). Особливий випадок становить патологічна брехливість, звичайно сполучена з некритичної вірою в реальність вигаданого.
Здатність до подібної поведінки може бути виявлена у деяких видів тварин, наприклад, у шимпанзе, які в природних умовах демонструють обманні дії. У людини подібні дії, що здійснюються в дитячому віці, досить часто набувають стабільний характер і стають якістю особистості. Формуванню брехні як особистісної риси сприяють занадто численні заборони та нездійсненні вимоги, адресовані дитині. У цих умовах поява дитячої брехливості пов'язано з переживанням почуття сорому за свій вчинок, страху перед покаранням, а також з прагненням до самоствердження, коли брехливість спрямована на залучення до себе уваги оточуючих.
Як суспільне явище брехливість звичайно спостерігається в обстановці взаємної ворожості, конкуренції і підозрілості між людьми. Диференціація брехні і оцінка її конкретних проявів можливі за умови правильного розуміння мотивів і причин цього явища. Як тип відносин і психологічна риса брехливість долається в результаті виховання, заснованого на довірі між вихованцями та вихователями.